# کوندروفو
شهر کوندروفو (به روسی: Кондрово) در کشور روسیه و در اوبلاست کالوگا واقع شده‌است.